# 16e étape du Tour d'Espagne 2007

La 16e étape du Tour d'Espagne 2007 eut lieu le 18 septembre. Le parcours de 165 kilomètres relie Jaen à Puertollano.

## Récit
Après une journée de repos, la Vuelta entame sa dernière semaine et remonte vers Madrid. Damiano Cunego ne prend pas le départ de cette étape. Le parcours relativement accidenté de cette dernière semble propice à d'éventuels échappés.
Plusieurs tentatives se succèdent en début d'étape, mais toutes sont rapidement contrées par le peloton. Ce n'est qu'après 50 kilomètres de course qu'un groupe de 18 coureurs parvient à prendre le large. Parmi ces coureurs, on trouve Bert Grabsch, déjà vainqueur d'une étape sur cette Vuelta, Mario Aerts, Leonardo Bertagnolli, Juan Manuel Gárate, ou Leonardo Duque qui, avec Bertagnolli, semble le plus rapide au sprint.
Ce groupe est rapidement assuré de ne pas revoir le peloton du fait de son avance croissante. Ainsi, de première attaques surviennent à plus de 20 kilomètres de l'arrivée, par Bertagnolli, puis Eduard Vorganov. Ces derniers ne parviennent pas à faire la différence, au contraire de Duque, Alexandr Kolobnev et Joan Horrach, qui s'échappent, et profitent d'une mésentente de leurs poursuivants. David Herrero Llorente parvient à les rejoindre, suivi d'un groupe de 4 coureurs. De ces huit hommes, le même trio Duque-Horrach-Kolobnev s'extrait à nouveau.
Les trois hommes de tête comptent plus de 40 secondes d'avance à quelques kilomètres de l'arrivée. Avant la flamme rouge, les coureurs entament une longue observation mutuelle. Leur allure lente permet aux poursuivants de réduire l'écart. Kolobnev et Duque lancent le sprint dans la dernière ligne droite, et c'est sans surprise le Colombien qui l'emporte.
Le peloton arrive à près de 8 minutes, mais le classement général ne subit pas de changement conséquent.

## Classement de l'étape
| \| 1. \| Leonardo Duque \| \| en \| 4 h 00 min 39 s \| \| 2. \| Alexandr Kolobnev \| \| + \| \| \| 3. \| Joan Horrach \| \| \| \| \| 4. \| Koldo Fernández \| \| \| 6 s \| \| DSQ \| Leonardo Bertagnolli[1] \| \| \| \| \| 6. \| Javier Mejías \| \| \| \| \| 7. \| Sébastien Minard \| \| \| \| \| 8. \| David López García \| \| \| \| \| 9. \| Jean-Marc Marino \| \| \| \| \| 10. \| José Ruiz Sánchez \| \| \| \| |                      |  |    |                 |
| 1. | Leonardo Duque       |  | en | 4 h 00 min 39 s |
| 2. | Alexandr Kolobnev    |  | +  |                 |
| 3. | Joan Horrach         |  |    |                 |
| 4. | Koldo Fernández      |  |    | 6 s             |
| DSQ | Leonardo Bertagnolli |  |    |                 |
| 6. | Javier Mejías        |  |    |                 |
| 7. | Sébastien Minard     |  |    |                 |
| 8. | David López García   |  |    |                 |
| 9. | Jean-Marc Marino     |  |    |                 |
| 10. | José Ruiz Sánchez    |  |    |                 |

## Classement général
| \| 1. \| Denis Menchov \| \| en \| 66 h 40 min 49 s \| \| 2. \| Vladimir Efimkin \| \| + \| 2 min 01 s \| \| 3. \| Cadel Evans \| \| \| 2 min 27 s \| \| 4. \| Carlos Sastre \| \| \| 3 min 02 s \| \| 5. \| Samuel Sánchez \| \| \| 4 min 01 s \| \| 6. \| Ezequiel Mosquera \| \| \| 4 min 35 s \| \| 7. \| Manuel Beltrán \| \| \| 5 min 15 s \| \| 8. \| Vladimir Karpets \| \| \| 6 min 17 s \| \| 9. \| Carlos Barredo \| \| \| 6 min 22 s \| \| 10. \| Igor Antón \| \| \| 7 min 41 s \| |                   |  |    |                  |
| 1. | Denis Menchov     |  | en | 66 h 40 min 49 s |
| 2. | Vladimir Efimkin  |  | +  | 2 min 01 s       |
| 3. | Cadel Evans       |  |    | 2 min 27 s       |
| 4. | Carlos Sastre     |  |    | 3 min 02 s       |
| 5. | Samuel Sánchez    |  |    | 4 min 01 s       |
| 6. | Ezequiel Mosquera |  |    | 4 min 35 s       |
| 7. | Manuel Beltrán    |  |    | 5 min 15 s       |
| 8. | Vladimir Karpets  |  |    | 6 min 17 s       |
| 9. | Carlos Barredo    |  |    | 6 min 22 s       |
| 10. | Igor Antón        |  |    | 7 min 41 s       |

## Classements annexes
| Classement | Coureur           | Total             |
| ---------- | ----------------- | ----------------- |
| points     | Paolo Bettini     | 101 pts           |
| montagne   | Jurgen Van Goolen | 78 pts            |
| combiné    | Denis Menchov     | 7 pts             |
| équipe     | Caisse d'Épargne  | 199 h 49 min 08 s |